# Лоновка
Лоновка (укр. Лонівка) — село в Перемышлянской городской общине Львовского района Львовской области Украины.
Население по переписи 2001 года составляло 38 человек. Занимает площадь 0,78 км². Почтовый индекс — 81233. Телефонный код — 3263.